# Guillermo Rothe
Guillermo Rothe (Villa del Totoral, 10 de diciembre de 1879 - Buenos Aires, 22 de enero de 1959) fue un político conservador, docente universitario y abogado argentino, perteneciente al Partido Demócrata Nacional, que fuera socio fundador y presidente del Jockey Club Córdoba, concejal de la ciudad de Córdoba, Juez en lo Civil, Fiscal de Estado de la Provincia de Córdoba, Diputado de la Nación Argentina durante dos períodos, Vicerrector de la Universidad Nacional de Córdoba, vocal y presidente del Tribunal Superior de Justicia de Córdoba, Interventor Federal en Santa Fe, dos veces Ministro de Justicia e Instrucción Pública de la Nación Argentina, Senador de la Nación Argentina por Córdoba y Ministro de Relaciones Exteriores y Culto de la Nación Argentina.

## Inicios
Hijo de Enrique Rothe y de Lisaura Armesto, transitó en su carrera política por distintos partidos políticos de tendencia conservadora, aunque siguiendo una filosofía liberal. Así, integró el Partido Autonomista Nacional, el Partido Constitucional en 1912, el Partido Demócrata Progresista en 1917 y finalmente, el Partido Demócrata Nacional.
Cursó la carrera de Abogacía en la Universidad Nacional de Córdoba. Egresó el 8 de julio de 1901 con un Doctorado en Derecho, siendo su tesis la “Inamovilidad de los jueces”. Ejerció como abogado entre 1901 y 1907, alternando con la actividad política y académica, y desde 1916 hasta 1922.
Desde 1903 ejerce una suplencia como Profesor de Derecho Constitucional de la Facultad de Derecho y Ciencias Sociales de la Universidad Nacional de Córdoba; adquiriendo, por concurso, la titularidad en 1905 y hasta 1943. Miembro del Consejo Académico de dicha Facultad 1910-18 y del Consejo Directivo 1910-20 y 1924-25. Decano 1924-28. Vicerrector de la U.N.C. 1926-28. Candidato a Rector en 1928.
En agosto de 1905 contrajo matrimonio con Matilde Molina de la Quintana.

## Primeros cargos públicos: El Rothismo
Guillermo Rothe gozó de una extensa trayectoria política en la Provincia de Córdoba que empieza en 1907 con su designación para el Concejo Deliberante de Córdoba por el Partido Autonomista Nacional.
Ese mismo año es designado por el Poder Ejecutivo provincial Fiscal de Gobierno, antecedente inmediato de la actual figura de Fiscal de Estado, con competencia para entender en las cuestiones relativas a la distribución y venta de tierras públicas.
En 1908 es designado Juez en lo Civil en el fuero provincial, cargo que ocupa hasta 1910 en que es designado Fiscal de Estado. En 1912 es elegido convencional para la reforma de la Constitución de la Provincia de Córdoba.
En la elección del 7 de abril de 1912 es elegido Diputado nacional por Córdoba, integrando la lista del oficialista Partido Constitucional. Desde esa posición participará de la coalición "Concentración Popular", cuya acta de constitución y compromiso de participación se firmara en su casa particular, que llevará al gobierno de Córdoba a Ramón J. Cárcano. Luego, liquidado el Partido Autonomista Nacional, tomará parte esencial en la creación del Partido Demócrata de Córdoba el 9 de diciembre de 1913.
Al concluir su período como diputado, compitió nuevamente por una banca en la elección complementaria del 17 de febrero de 1917, obteniendo el tercer puesto en la votación. En diciembre de 1919 sería proclamado tercer candidato en la lista de Diputados nacionales del Partido Demócrata Progresista, de cuya mesa nacional participaban los demócratas de Córdoba, resultado electo el 28 de marzo de 1920.
Paulatinamente, se transforma en el líder de la facción liberal (anticlerical) del Partido Demócrata de Córdoba que será conocida como "rothista". El 17 de mayo de 1922, al asumir Julio Argentino Roca (hijo) como gobernador de Córdoba, Rothe es designado Ministro de Gobierno, Justicia e Instrucción Pública. 
Roca empieza una gestión sin legitimidad, ha sido elegido sin oposición por la abstención de la Unión Cívica Radical y con divisiones en el seno del propio Partido Demócrata de Córdoba entre "nuñistas", católicos, y "rothistas", liberales. Como resultado, el 15 de marzo de 1923 la Cámara de Diputados de la Nación Argentina aprueba un proyecto de intervención Federal a Córdoba, enviado por el Poder Ejecutivo, pero el trámite es demorado. Los antagonismos en el partido, motivaron la renuncia del gobernador Roca y de su gabinete el 20 de febrero de 1924, buscando el respaldo de la Asamblea Legislativa que rechaza la dimisión del mandatario. El 1 de julio de 1924, la Cámara de Senadores de la Nación Argentina, con mayoría conservadora, rechazará el proyecto de intervención federal de la provincia.
El 28 de mayo de 1924, Rothe renunció a su puesto para preparar su precandidatura a gobernador en la elección interna del Partido Demócrata de Córdoba. Sin embargo, el binomio Guillermo Rothe-Pedro Frías es superado por el de Ramón J. Cárcano-Manuel Paz. El intenta de separarse del partido es duramente cuestionado por la conducción nacional, y Rothe desiste de la iniciativa.
En 1925, la Cámara de Senadores de la Provincia de Córdoba votó su designación como Vocal del Tribunal Superior de Justicia (Córdoba), con la entrada en vigencia de la Constitución de 1923, cargo que ocupará hasta la caída del gobierno constitucional en septiembre de 1930. Durante el año judicial de 1929, se desempeñó como presidente del máximo órgano judicial cordobés.
En 1928, surgió un nuevo enfrentamiento político entre el gobernador Cárcano y Guillermo Rothe a la hora de designar al Senador de la Nación Argentina en representación del Partido Demócrata de Córdoba, dado que el último se enfrentaba al poderoso caudillo departamental Mariano P. Ceballos. Como Rothe se niega a bajar su nombre, la Junta Consultiva del partido designa candidato a Augusto M. Funes. El exministro, entonces, envía una carta al gobernador acusándolo de quebrar la imparcialidad y de vetar la única candidatura con mayoría averiguada.

## Cargos públicos nacionales
El 22 de diciembre de 1930, Rothe fue designado por el presidente provisional José F. Uriburu interventor federal en la Provincia de Santa Fe, tras la renuncia del anterior comisionado federal Diego Saavedra, asumiendo en sus funciones el 3 de enero de 1931.
Las designaciones ministeriales, salvo Hacienda, recayeron en importantes dirigentes demócratas cordobeses: Carlos A. Astrada como Ministro de Gobierno, Justicia y Culto; a Sofanor Novillo Corvalán, Intsrucción Pública; y a Felipe A. Yofre, como secretario de la gobernación.
Tras la crisis ministerial de abril de 1931, como consecuencia de la victoria de la Unión Cívica Radical en la elección de gobernador de Buenos Aires, Rothe es designado titular del Ministerio de Justicia e Instrucción Pública. Renunciará el 30 de diciembre de 1931, al ser designado por la Asamblea Legislativa de Córdoba como Senador de la Nación Argentina por el período 1932/1941.
En 1937, fue designado presidente de la Comisión Técnica Especial para la Fijación de Límites Interprovinciales, creada por Ley Nacional 12.251.
Bajo los gobiernos de Roberto M. Ortiz y Ramón Castillo fue designado titular del Ministerio de Justicia e Instrucción Pública, desde el 2 de septiembre de 1940 hasta el 4 de junio de 1943, ocupando interinamente el Ministerio de Relaciones Exteriores y Culto, desde el 28 de enero hasta el 13 de junio de 1941.

## Obras
1. "La inamovilidad de los jueces" (1901)
2. "Código de Procedimiento en lo Civil" (1925)